# Staro Topolje
Staro Topolje falu Horvátországban, Bród-Szávamente megyében.

## Fekvése
Bród központjától légvonalban 19, közúton 22 km-re keletre, községközpontjától 3 km-re nyugatra, Szlavónia középső részén, a Beravac-patak mellett, a Bródról Diakovárra menő út és a Zágráb-Vinkovci vasútvonal mentén fekszik.

## Története
A régészeti leletek tanúsága szerint területe már az őskorban is folyamatosan lakott volt. Ezt igazolja a „Greda” nevű lelőhelyen előkerült kőszekerce, melyet a bródi múzeumban őriznek. Területén a Novo Topoljéra vezető út mellett több történelem előtti régészeti lelőhely (Luk greda, Vrcazići) is található
Területe a középkorban Névna várának tartozéka volt, egyházilag pedig a garcsini plébániához tartozott. Középkori létezésének azonban írásos nyoma nincs, bár a falutól északra, a Novo Topoljéra menő út mentén középkori leleteket is találtak. A török a környék településeivel együtt 1536-ban szállta meg és 1687-ig uralma alatt állt. Az 1698-as kamarai összeírásban még lakosság nélküli szomszédos településként találjuk.
1702-ben már 14 háztartást jegyeznek fel a településen. Az egyházi vizitáció jelentése 1730-ban 12 házzal és egy Szent Lőrincnek szentelt fakápolnával említi. 1746-ban már 19 ház állt itt 76 katolikus lakossal. 1760-ban 31 háza volt, ahol 48 család élt 273 lakossal, 1769-ben pedig 39 ház 58 családdal és 339 lakossal. A katonai igazgatás bevezetése után a bródi határőrezredhez tartozott.
Az első katonai felmérés térképén „Alt Topolie” néven található. Lipszky János 1808-ban Budán kiadott repertóriumában „Topolye (Sztare)” néven szerepel. Nagy Lajos 1829-ben kiadott művében „Topolye (Sztare)” néven 98 házzal, 497 katolikus vallású lakossal találjuk. A katonai közigazgatás megszüntetése után 1871-ben Pozsega vármegyéhez csatolták. A 19. század végén és a 20. század elején Likából, a Hegyvidékről, Boszniából és Dalmáciából katolikus horvátok, a monarchia más részeiről pedig németek, magyarok és ruszinok vándoroltak be.
A településnek 1857-ben 387, 1910-ben 491 lakosa volt. Pozsega vármegye Bródi járásának része volt. Az 1910-es népszámlálás adatai szerint lakosságának 63%-a horvát, 18%-a német, 7%-a magyar, 5%-a ruszin anyanyelvű volt. Az első világháború után 1918-ban az új szerb-horvát-szlovén állam, majd később (1929-ben) Jugoszlávia része lett. 1991-től a független Horvátországhoz tartozik. 1991-ben lakosságának 95%-a horvát nemzetiségű volt. 2011-ben a településnek 736 lakosa volt.

## Lakossága

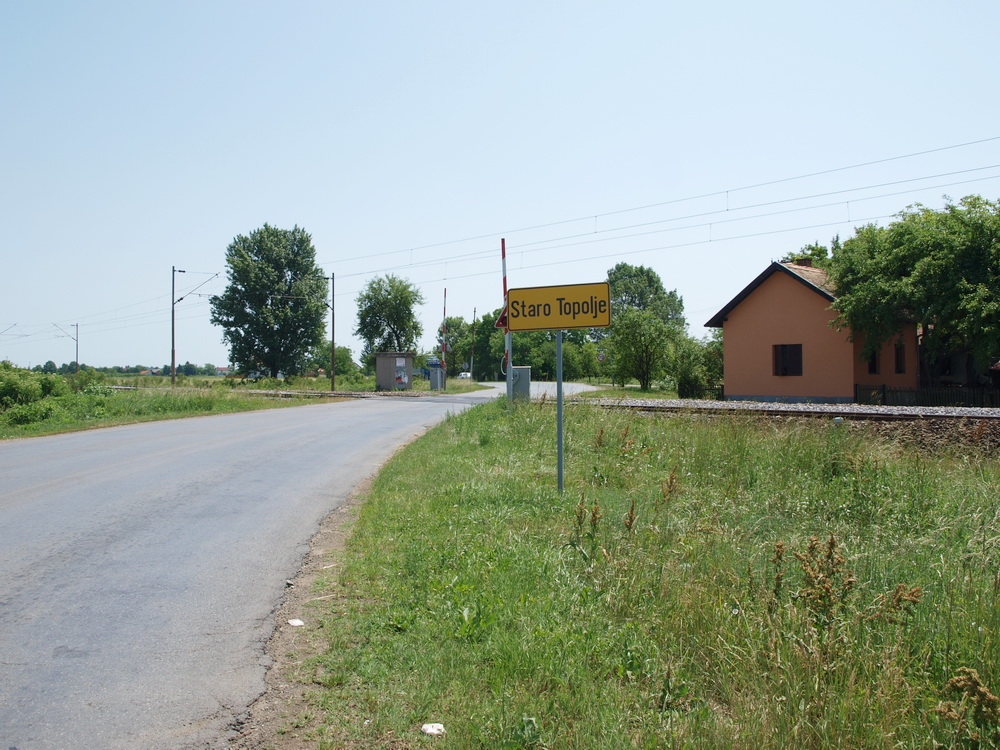
A falu bejárata

| Lakosság változása | Lakosság változása | Lakosság változása | Lakosság változása | Lakosság változása | Lakosság változása | Lakosság változása | Lakosság változása | Lakosság változása | Lakosság változása | Lakosság változása | Lakosság változása | Lakosság változása | Lakosság változása | Lakosság változása | Lakosság változása |
| ------------------ | ------------------ | ------------------ | ------------------ | ------------------ | ------------------ | ------------------ | ------------------ | ------------------ | ------------------ | ------------------ | ------------------ | ------------------ | ------------------ | ------------------ | ------------------ |
| 1857               | 1869               | 1880               | 1890               | 1900               | 1910               | 1921               | 1931               | 1948               | 1953               | 1961               | 1971               | 1981               | 1991               | 2001               | 2011               |
| 387                | 403                | 357                | 398                | 424                | 491                | 487                | 589                | 641                | 764                | 884                | 900                | 861                | 789                | 825                | 736                |

## Gazdaság
A lakosság nagy része mezőgazdasággal foglalkozik, de sokan járnak a környező nagyobb településekre, főként Bródra dolgozni.

## Nevezetességei
Szent Lőrinc tiszteletére szentelt római katolikus temploma 1851-ben épült.

## Oktatás
A településen a donji andrijevci Viktor Car Emin elemi iskola négyosztályos területi iskolája működik.